# Jan Ernestowitsch Rudsutak

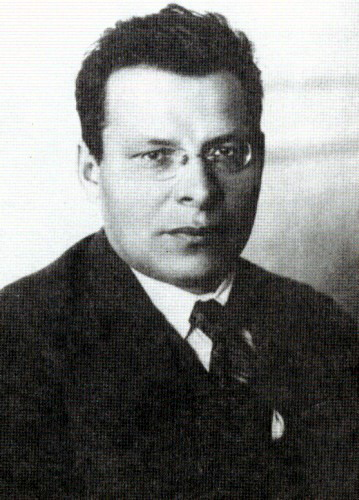
Jan Ernestowitsch Rudsutak

Jan Ernestowitsch Rudsutak (russisch Ян Эрнестович Рудзутак; lettisch Jānis Rudzutaks; * 3. Augustjul. / 15. August 1887greg. im Kreis Kuldiga, Kurland, Russisches Kaiserreich; † 29. Juli 1938 in Kommunarka bei Moskau) war ein sowjetischer Politiker und Opfer des Großen Terrors.

## Biografie
Rudsutak war der Sohn einer Familie lettischer Landarbeiter. Ab 1903 arbeitete er in einer Fabrik in Riga. Zwei Jahre später schloss er sich der Lettischen Sozialdemokratischen Partei an. Wegen seiner politischen Einstellung wurde er 1907 verhaftet und zu zehn Jahren Zwangsarbeit verurteilt. Nachdem er einen Teil seiner Strafe in Riga abgesessen hatte, wurde er in das Butyrka-Gefängnis nach Moskau überstellt. Im Gefolge der Februar-Revolution wurde Rudsutak 1917 aus der Haft entlassen.
Wieder in Freiheit, bekleidete er diverse Positionen in der kommunistischen Partei und bei den Gewerkschaften. Im Dezember 1921 wurde der altgediente Bolschewik in das 13 Mitglieder umfassende Organisationsbüro der Russischen Kommunistischen Partei (siehe KPdSU; Parteiname) berufen.
Er wirkte von 1921 bis 1924 als Vorsitzender des Zentralasiatischen Büros der Kommunistischen Partei. 1923 wurde er einer der Sekretäre des wichtigen Zentralkomitees der Partei. 1923 bis 1926 war er nach dem XII. Parteitag zunächst Kandidat des Politbüros. Vom 23. Juli 1926 bis zum 4. Februar 1932 war er Vollmitglied und von Februar 1934 bis zu seiner Verhaftung im Mai 1937 erneut Kandidat dieses Gremiums.
1924 bis 1930 war er Volkskommissar für Verkehr. Von 1926 bis zu seiner Verhaftung 1937 war er zugleich stellvertretender Vorsitzender des Rats der Volkskommissare der UdSSR sowie des Rats für Arbeit und Verteidigung.
Am 25. Mai 1937 wurde Rudsutak im Zuge des Großen Terrors durch das NKWD verhaftet. Ihm wurde vorgeworfen, der Anführer einer lettischen nationalistischen antisowjetischen Organisation zu sein, der in Sabotageaktionen und Spionage für ausländische Geheimdienste verwickelt war.  Rudsutaks Name befand sich auf einer Liste mit insgesamt 118 weiteren hochrangigen, zu Tode verurteilten sowjetischen Politikern, deren Hinrichtung von Stalin im Juli 1938 persönlich befürwortet wurde. Während seines 20 Minuten andauernden Verfahrens vor dem Militärkollegium des Obersten Gerichts der UdSSR plädierte Rudsutak wieder auf „nicht schuldig“. Er wurde wenig später in Kommunarka hingerichtet.
1956 erklärte Chruschtschow dazu in seiner Geheimrede auf dem XX. Parteitag: „Genosse Rudsutak hat die von ihm erzwungenen Geständnisse voll und ganz widerrufen. … Er wurde nicht einmal vor das Politbüro des ZK zitiert. … Binnen 20 Minuten war das Urteil gefällt, und er wurde erschossen.“
In den Memoiren Anastas Mikojans wird beschrieben, dass Lenin erwogen habe, Rudsutak anstelle Stalins zum Generalsekretär der kommunistischen Partei zu küren. Andere Quellen bestätigen dieses nicht.